# Hardwick, Massachusetts
Hardwick är en kommun (town)  i Worcester County i den amerikanska delstaten Massachusetts med en yta av 105,8 km² och en folkmängd, som uppgår till 2 622 invånare (2000). Hardwick grundades på 1730-talet och fick sitt namn efter Lord Hardwicke, en brittisk adelsman.